# Hans Süssenguth
Hans Süssenguth (* 8. September 1913 in Neustadt bei Coburg; † 28. Oktober 2002) war ein deutscher Manager.

## Werdegang
Süssenguth studierte Flugzeugbau an der Technischen Hochschule in Darmstadt. Dort wurde er 1932 Mitglied der Darmstädter Burschenschaft Frisia. Von 1939 bis 1945 und wieder ab 1952 arbeitete er bei der Lufthansa. Von Dezember 1954 an war er Leiter der technischen Direktion in Hamburg und ab Januar 1958 Leiter der Verkehrsdirektion in Köln. Im September 1959 wurde er zum stellvertretenden Vorstandsmitglied ernannt, im Dezember 1963 zum ordentlichen Vorstandsmitglied.

## Ehrungen
- 1978: Großes Verdienstkreuz der Bundesrepublik Deutschland[2]